# Moshé Mizrahi

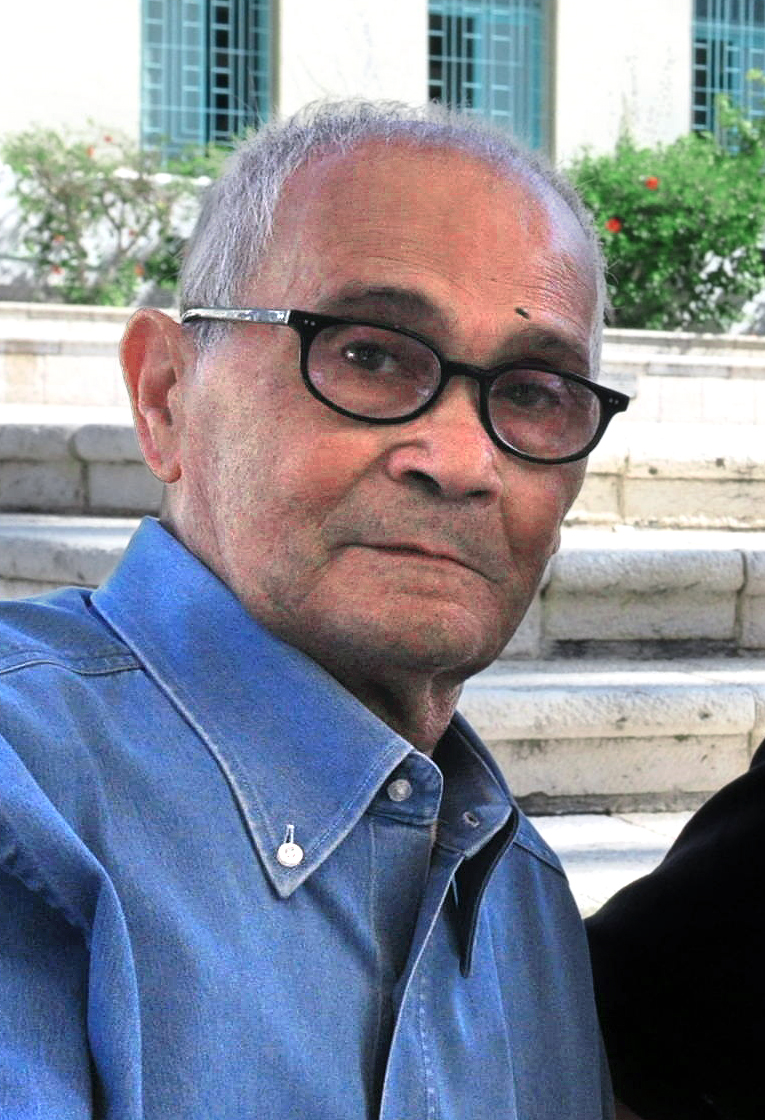
Moshé Mizrahi (2011)

Moshé Mizrahi (* 5. September 1931 in Alexandria, Ägypten; † 3. August 2018 in Tel Aviv, Israel) war ein israelischer Filmregisseur und Drehbuchautor.

## Leben
Moshé Mizrahi emigrierte als Jugendlicher in das britische Mandatsgebiet Palästina, wurde Mitglied der jüdischen Untergrundbewegung und später Soldat in der israelischen Armee. 1958 ging er nach Frankreich und war Regieassistent u. a. von Jacques Becker. Anfang der 1970er Jahre kehrte Mizrahi nach Israel zurück und drehte dort einige Filme, zunächst produziert von Menahem Golan. Zwei Filme aus dieser Zeit erhielten eine Oscar-Nominierung als Bester fremdsprachiger Film, nämlich Ani Ohev Otach Rosa für das Jahr 1973 und Das Haus in der dritten Straße für 1974. Nach dem erneuten Wechsel nach Frankreich inszenierte Mizrahi mit Madame Rosa seinen größten internationalen Erfolg. Der Film über eine ehemalige Prostituierte, die sich um am Rand der Gesellschaft lebende Kinder aufopferungsvoll kümmert, wurde 1978 mit dem Oscar für den besten fremdsprachigen Film ausgezeichnet.
Mizrahi war seit 1980 mit der Schauspielerin Michal Bat-Adam verheiratet.

## Filmografie (Auswahl)
Drehbuch und Regie
- 1971: Les stances à Sophie
- 1972: Ani Ohev Otach Rosa
- 1973: Das Haus in der dritten Straße (הבית ברחוב שלוש/Ha-Bayit Berechov Chelouche)
- 1973: Töchter, Töchter! (Abu el banat)
- 1977: Madame Rosa (La vie devant soi)
- 1980: Liebe Unbekannte (Chère inconnue)
- 1981: Doch das Leben geht weiter (La vie continue)
- 1983: Das Geld bleibt unter uns (Une jeunesse)
- 1986: Liebe ist ein Spiel auf Zeit (Every Time We Say Goodbye)

Filmproduzent
- 1979: Augenblicke der Zärtlichkeit (Moments de la vie d'une femme)

Literarische Vorlage
- 1988: Verrückte Zeiten (Men don’t leave) – Vorlage: Drehbuch zu Doch das Leben geht weiter